# Хлорталидон
Хлорталидонът (по IUPAC: 2-хлоро-5-(1-хидрокси-3-оксо-2,3-дихидро-1H-изоиндол-1-ил)бензенсулфонамид) е лекарство с диуретично действие.

## Описание
Фин кристален бял прах, понякога с лек жълтеникав оттенък. Практически неразтворим във вода и хлороформ, слабо разтворим в етанол, разтворим в метанол.
Потиска реабсорбцията на йоните Na+ и Cl− в дисталните и отчасти в проксималните извити каналчета, намалява обема на извънклетъчната течност и обема на кръвната плазма. Диуретичният ефект се наблюдава 2 – 4 часа след приема и продължава средно 48 – 72 часа.
Използва се при хронична сърдечна недостатъчност във втори стадий, артериална хипертония, чернодробна цироза с асцит, нефрит, незахарен диабет и други заболявания.